# Norbert Gälle
Norbert Gälle (* 1. März 1964 in Weingarten) ist ein deutscher Komponist, Musiker und Heizungsbauer.

## Leben
Norbert Gälle lernte mit 13 Jahren das Tenorhorn. Bis 1987 war er aktiver Blasmusiker und Mitglied im Musikverein Grünkraut und im Musikverein Gornhofen. 1989 gründete er zusammen mit seinem Bruder Anton die Scherzachtaler Blasmusik, in der er als Tenorhornist tätig ist. 1995 schrieb er seine erste Polka mit dem Titel Heimweh. Bekannt wurde Gälle durch seine  Komposition der Polka Böhmischer Traum. Gälle spielte unter anderem bei Wilfried Rösch, Peter Schad, Robert Payer und vielen anderen Egerländer-Besetzungen mit.
Gälle ist verheiratet und lebt im Bodnegger Ortsteil Rotheidlen.

## Werke
- Heimweh (Polka) – 1996
- Morgengedanken (Polka) – 1997
- Böhmischer Traum (Polka) – 1997
- Grüße aus Mistrin (Potpourri) – 1999
- Janik (Polka) – 2000
- Sehnsucht nach Dir (Polka) – 2000
- Auf und Ab (Polka) – 2002
- Sorgenbrecher (Polka) – 2004
- Herzblut (Polka) – 2007
- Das sind Wir (Polka) – 2008
- Lebensträume (Polka) – 2008
- Freud und Leid (Polka) – 2009
- Stille Wasser (Walzer) – 2009
- Euch zum Dank (Polka) – 2010
- Stimmung und Gefühl (Polka mit Gesang) – 2011
- Scherzachtaler Musikantenmarsch – 2011
- Musikantenfrauen (Polka) – 2013
- Zeit für uns (Polka) – 2013